# تو نباید بکشی
تو نباید بکشی (یونانی باستان: Οὐ φονεύσεις Ou phoneúseis) یک ضرور اخلاقی است که به عنوان یکی از ده فرمان در تورات گنجانده شده است.
ضرورت قتل نکردن در چارچوب قتل "غیرقانونی" است که منجر به گناه خون می شود.